# Haanja (obec)
Obec Haanja (estonsky Haanja vald) je bývalá samosprávná obec v estonském kraji Võrumaa. V roce 2017 byla začleněna do obce Rõuge.

## Sídla
Na území této zrušené obce dvanáct set obyvatel v celkem 92 vesnicích (Ala-Palo, Ala-Suhka, Ala-Tilga, Andsumäe, Haanja, Haavistu, Hanija, Holdi, Horoski, Hulaku, Hurda, Hämkoti, Ihatsi, Jaanimäe, Kaaratautsa, Kaldemäe, Kallaste, Kaloga, Kergatsi, Kilomani, Kirbu, Kotka, Kriguli, Kuiandi, Kuklase, Kuura, Kõomäe, Käänu, Kääraku, Külma, Leoski, Lillimõisa, Loogamäe, Luutsniku, Lüütsepä, Mahtja, Mallika, Meelaku, Miilimäe, Mikita, Murati, Mustahamba, Mäe-Palo, Mäe-Suhka, Mäe-Tilga, Märdimiku, Naapka, Palanumäe, Palli, Palujüri, Pausakunnu, Peedo, Piipsemäe, Pillardi, Plaani, Plaksi, Posti, Preeksa, Pressi, Pundi, Purka, Puspuri, Raagi, Resto, Rusa, Ruusmäe, Saagri, Saika, Saluora, Sarise, Simula, Soodi, Sormuli, Söödi, Trolla, Tsiamäe, Tsiiruli, Tsilgutaja, Tsolli, Tummelka, Tuuka, Tõnkova, Uue-Saaluse, Vaalimäe, Vaarkali, Vakari, Vastsekivi, Vihkla, Villa, Vorstimäe, Vungi a Vänni). Správním centrem obce je vesnice Haanja.